# NGC 5809
NGC 5809 é uma galáxia espiral (S0-a) localizada na direcção da constelação de Libra. Possui uma declinação de -14° 09' 55" e uma ascensão recta de 15 horas, 00 minutos e 52,2 segundos.
A galáxia NGC 5809 foi descoberta em 30 de Março de 1827 por John Herschel.